# Руин, Вальдемар
Вальдемар Руин (фин. Waldemar Ruin; 25 июля 1857, Суздаль, Российская империя — 10 марта 1938, Хельсинки, Финляндия) — финский филолог-классик, профессор и ректор Императорского Александровского университета (1915—1920).

## Биография
В 1876 году получил среднее образование и поступил на историко-филологическое отделение философского факультета Императорского Александровского университета, который окончил в 1881 году со степенью бакалавра философии. В 1886 году получил докторскую степень.
С 1882 по 1884 год повышал квалификацию в Лейпцигском университете, а также с 1886 по 1887 год в университетах Швейцарии и Германии.
С 1887 по 1888 год работал в должности адъюнкт-профессора философии в Александровском университете, профессор политологии и проректор университета (1888—1926) и (1911—1915). Ректор университета (1915—1920).

## Семья
- Отец — Константин Николай Руин (3 сентября 1818, Рауту — 1900), военный
- Мать — Наталия София (урождённая фон Кронманн нем. Natalia Sofia von Kronman; 1833—1877)
- Брат — Константин Руин (31 августа 1855, Иммала, Руоколахти — 11 января 1922)
- Первая жена — Флора Хенрика (урождённая Линдхольм) (27 марта 1856, Борго — 1933), в браке с 1886 по 1933 год.
  - Дочь — Марта София (в замужестве Лённрот Lönnroth) (4 апреля 1887, Цюрих — 22 мая 1961, Хельсинки)
  - Сын — Ханс Вальдемар Руин (18 июня 1891, Гельсингфорс — 3 ноября 1980, Стокгольм), профессор
- Вторая жена — Мария Росси (1861—1937) в браке с 1933 по 1937 год.